# Gasoducto de Langeled

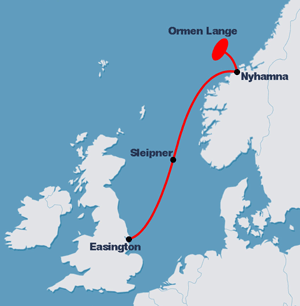
Mapa del Langeled.

El gasoducto de Langeled (originalmente conocido como Britpipe) es el gasoducto submarino más largo del mundo. Ubicado en el mar del Norte es propiedad de Gassled y operado por Gassco. El gasoducto de 1,166 kilómetros (725 mi) está designado para llevar gas natural desde Ormen Lange, Aukra, Møre og Romsdal en Noruega a Easington en el Reino Unido, aunque a través de la red existente de Gassco ofrece también la oportunidad de enviar gas a Europa continental.

## Historia

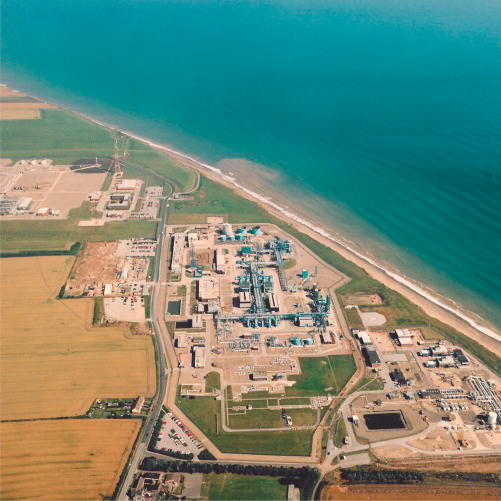
Terminal de Easington.

En octubre de 2003, Royal Dutch Shell, ExxonMobil y Statoil firmaron acuerdos para suministrar gas natural a través de Langeled. El gasoducto fue inaugurado en dos etapas. La sección sur (plataforma Sleipner Riser a Easington) comenzó el envío de gas el 1 de octubre del 2006, la sección norte (Nyhamna a Sleipner Riser) abrió sus puertas en octubre del 2007. La apertura oficial del proyecto tuvo lugar en Londres el 16 de octubre del 2006 por el primer ministro Tony Blair y su homólogo de Noruega, Jens Stoltenberg.
La capacidad anual de Langeled es de 25,5 mil millones de metros cúbicos. Eso equivale a un 20% de la demanda de gas de Gran Bretaña.
El costo del proyecto fue de £1,7 mil millones.